# 詹姆斯維爾 (紐約州)
詹姆斯維爾（英語：Jamesville）是位於美國紐約州奧農達加縣的非建制地區。

## 歷史
詹姆斯維爾的郵局自1811年營運至今。

## 地理
詹姆斯維爾所處的海拔為高於海平面186米（即610英呎），而該地所採用的時區為UTC-5，即北美东部时区（EST）。同時該地設有夏令時間，為UTC-5調快一小時，即UTC-4（EDT）。